# Xã Nettle Creek, Quận Grundy, Illinois
Xã Nettle Creek (tiếng Anh: Nettle Creek Township) là một xã thuộc quận Grundy, tiểu bang Illinois, Hoa Kỳ. Năm 2010, dân số của xã này là 503 người.